# روچا
روچا (به اسپانیایی: Rocha) شهری در کشور اروگوئه، استان روچا است که جمعیت آن در سرشماری سال ۲۰۰۴ میلادی ۲۵٬۵۳۸ نفر بوده‌است.